# Lucio Valerio Flaco (magister equitum)
Lucio Valerio Flaco (en latín, Lucius Valerius Flaccus) fue un militar romano del siglo IV a. C.
Fue magister equitum del dictador Marco Emilio Papo en el año 321 a. C., año en que los romanos sufrieron su memorable derrota frente a los samnitas cerca de Caudium.